# Synagogenbezirk Ahrweiler
Der Synagogenbezirk Ahrweiler mit Sitz in Ahrweiler wurde nach dem Preußischen Judengesetz von 1847 geschaffen. 
Dem Synagogenbezirk gehörten ab 1863 nicht nur die Mitglieder der Jüdischen Gemeinde Ahrweiler, sondern auch die Juden in Dernau und Lantershofen an.